# HD 27411
HD 27411，又名CD-23 1856，SAO 169325、HR 1353，是一颗恒星，视星等为6.07，位于銀經219.84，銀緯-43.21，其B1900.0坐标为赤經4h 14m 21s，赤緯-23° -43.21′ 51″。